# Etnocida
Etnocida je definovaná jako souhrn činů spáchaných s úmyslem zničit nějakou kulturu, jedná se o zničení kultury bez zabíjení jejích nositelů.
Nejblíže by tedy měla ke genocidě kulturní. Chalk a Jonassohn taktéž tyto dva pojmy
odlišují a pod etnocidu zařazují případy, kdy skupiny zmizely bez masového zabíjení.